# Municipio de Buckeye (condado de Ellis)
El municipio de Buckeye (en inglés: Buckeye Township) es un municipio ubicado en el condado de Ellis en el estado estadounidense de Kansas. En el año 2010 tenía una población de 414 habitantes y una densidad poblacional de 1,17 personas por km².

## Geografía
El municipio de Buckeye se encuentra ubicado en las coordenadas 39°1′35″N 99°20′19″O / 39.02639, -99.33861. Según la Oficina del Censo de los Estados Unidos, el municipio tiene una superficie total de 352.54 km², de la cual 352,36 km² corresponden a tierra firme y (0,05 %) 0,18 km² es agua.

## Demografía
Según el censo de 2010, había 414 personas residiendo en el municipio de Buckeye. La densidad de población era de 1,17 hab./km². De los 414 habitantes, el municipio de Buckeye estaba compuesto por el 96,14 % blancos, el 0,48 % eran afroamericanos, el 0,24 % eran amerindios, el 1,45 % eran asiáticos, el 0,48 % eran de otras razas y el 1,21 % eran de una mezcla de razas. Del total de la población el 0,48 % eran hispanos o latinos de cualquier raza.